# Андрюс Бразаускас
Андрюс Бразаускас (лит. Andrius Brazauskas; нар. 22 січня 1979) — литовський футболіст, півзахисник.

## Життєпис
Футбольну кар'єру розпочав у сезоні 1995/96 років у складі столичного клубу «Андас». Сезон 1996/97 років провів у вільнюському «Жальгіріс-Волмета» (1 матч). Потім знову виступав за «Андас», який тоді мав назви «Андас-Жальгіріс-3» та «Андас-Жальгіріс-2». Один сезон відіграв у клубі «Гележініс вілкас», а в сезоні 1998/99 років захищав кольори «Жальгіріса-2». У 1999 році виступав у вільнюській «Ардені», яка наступного року повернулася до історичної назви «Полонія» (Вільнюс). З 2000 по 2002 рік виступав за столичний «Жальгіріс». В сезоні 2002 року втратив своє місце й решту його частину виступав за фарм-клуб «Жальгіріса», вільнюську «Полонію». У 2003 році захищав кольори клубів «Швіеса» та «Судува».
У 2004 році підсилив білоруський «Локомотив» (Мінськ), але по ходу сезону залишив мінський клуб та перейшов у запорізький «Металург». Дебютував у футболці запорізького клубу 4 квітня 2004 року в програному (1:2) виїзному поєдинку 19-го туру Вищої ліги проти одеського «Чорноморця». Андрюс вийшов на поле на 11-й хвилині, замінивши Руслана Суанова. Єдиним голом у складі «козаків» відзначився 29 травня 2004 року на 69-й хвилині переможного (3:1) виїзного поєдинку 27-го туру Вищої ліги проти кіровоградської «Зірки». Бразаускас вийшов на поле в стартовому складі, а на 70-й хвилині його замінив Юрій Мархель. Загалом у футболці «Металурга» зіграв 9 матчів та відзначився 1 голом. У 2005 році повернувся до Литви та підписав контракт з ФК «Вільнюс», в складі якого виступав до 2006 року.